# Lukas Raeder
Lukas Raeder (Essen, 30 dicembre 1993) è un ex calciatore tedesco, di ruolo portiere.

## Carriera
Dopo essere cresciuto nelle giovanili di Duisburg, Rot-Weiss Essen e Schalke 04, nel 2012 passa al Bayern Monaco, aggregandosi alla seconda squadra. Esordisce in Bundesliga contro il Borussia Dortmund, sostituendo ad inizio secondo tempo Manuel Neuer. Con la compagine bavarese disputa tre partite in totale (di cui una in coppa).
Il 7 luglio 2014, dopo essersi svincolato, firma un contratto triennale col Vitória Setúbal, squadra militante nella massima serie portoghese.

## Palmarès

### Club

#### Competizioni internazionali
- Supercoppa UEFA: 1

Bayern Monaco: 2013
- Coppa del mondo per club: 1

Bayern Monaco: 2013

#### Competizioni nazionali
- Campionato tedesco: 1

Bayern Monaco: 2013-2014
- Coppa di Germania: 1

Bayern Monaco: 2013-2014